# Naomi Scott
Naomi Grace Scott (Londra, 6 maggio 1993) è un'attrice e cantante britannica di origini indiane e ugandesi.

## Biografia
Scott nasce ad Hounslow, un borough di Londra, nel 1993 da padre inglese, Christopher Scott, e da madre ugandese, Usha Joshi, figlia a sua volta d'immigrati indiani originari del Gujarat. Ha un fratello maggiore, Joshua.
Il suo primo ruolo importante fu nella serie televisiva Life Bites e nel film TV Disney Lemonade Mouth, il suo primo ruolo in una produzione americana. Nel 2011 ha fatto parte del cast principale della serie televisiva Terra Nova. Nel 2013 ha partecipato ad un video musicale di Bridgit Mendler, Hurricane. Nel 2017 interpreta Kimberly Hart (Pink Ranger) nel film Power Rangers. Nel 2019 interpreta la principessa Jasmine nel remake live-action di Aladdin, diretto da Guy Ritchie. Sempre nel 2019, Scott è stata una delle tre protagoniste di Charlie's Angels, terzo capitolo dell'omonimo franchise.
Naomi è anche una volontaria umanitaria. Ha partecipato al lavoro missionario ed ha viaggiato in Slovacchia per insegnare l'inglese nelle scuole secondarie.

### Vita privata
Dal 2010 ha una relazione con il calciatore inglese Jordan Spence; la coppia si è sposata nel giugno 2014.

## Filmografia

### Cinema
- The 33, regia di Patricia Riggen (2015)
- Sopravvissuto - The Martian (The Martian), regia di Ridley Scott (2015) - solo nella versione estesa
- Power Rangers, regia di Dean Israelite (2017)
- Aladdin, regia di Guy Ritchie (2019)
- Charlie's Angels, regia di Elizabeth Banks (2019)
- Smile 2, regia di Parker Finn (2024)
- Long Distance - Senza ossigeno (Long Distant), regia di Will Speck e Josh Gordon (2025)

### Televisione
- Life Bites – serie TV, 11 episodi (2009)
- Lemonade Mouth, regia di Patricia Riggen – film TV (2011)
- Terra Nova – serie TV, 13 episodi (2011)
- By Any Means – serie TV, 1 episodio (2013)
- Lewis - serie TV (2015-2016)
- Anatomia di uno scandalo (Anatomy of a Scandal) - miniserie TV, 6 episodi (2022)
- Modern Love Tokyo - serie TV, 1 episodio (2022)

## Discografia

### EP
- 2014 – Invisible Division[9]
- 2016 – Promises[10]
- 2018 – So Low/Undercover
- 2024 – Smile 2:The Skye Riley

### Singoli
- 2014 – Motions
- 2016 – Lover's Lies
- 2017 – Vows
- 2018 – Irrelevant (feat. Nick Brewer)
- 2019 – You Say
- 2024 – Blood on White Satin
- 2024 – Grieved You
- 2025 - Rhythm (feat. Johnny Yukon)
- 2025 – Cut Me Loose

### Collaborazioni
- 2014 – Fall From Here (Nick Brewer feat. Naomi Scott)

### Colonne sonore
- 2011 – Lemonade Mouth
- 2019 – Aladdin (Original Motion Picture Soundtrack)

## Videografia
- 2013 – Hurricane - Bridgit Mendler[11]
- 2014 – Motions
- 2014 – Fall From Here (Nick Brewer feat. Naomi Scott)[12]
- 2017 – Lover's Lies
- 2017 – Vows

## Riconoscimenti
- Teen Choice Awards
  - 2017 – Candidatura alla migliore attrice in un film sci-fi per Power Rangers[13]
  - 2019 – Migliore attrice in un film fantasy/sci-fi per Aladdin[14]
- Saturn Awards
  - 2019 – Candidatura alla miglior attrice non protagonista per Aladdin[15]

## Doppiatrici italiane
Nelle versioni in italiano delle opere in cui ha recitato, Naomi Scott è stata |doppiata da:
- Giulia Franceschetti in Aladdin, Charlie's Angels
- Letizia Ciampa in Terra Nova, Power Rangers
- Joy Saltarelli in Lemonade Mouth
- Naomi Rivieccio in Aladdin (parte cantata)
- Valentina Favazza in Anatomia di uno scandalo
- Myriam Catania in Modern Love Tokyo
- Veronica Puccio in Smile 2